# Инсулин
Инсулин је полипептидни хормон који регулише метаболизам угљених хидрата, па се користи за лечење шећерне болести (хормон тзв. Лангерхансових ћелија у гуштерачи). Инсулин су изоловали 1921/1922. Канађани Фредерик Бантинг и Чарлс Бест. Примарну структуру му је биохемијском анализом открио Фредерик Сангер 1955. док је Дороти Хоџкин 1969. решила и његову просторну структуру. У новије време инсулин служи и за лечење нервних болести (изазивањем хипогликемичног шока).
Хормон инсулин обезбеђује раст и обнављање ћелија и усмерава енергију метаболичким путевима целог организма.
Настаје у нарочитим ћелијама (ћелије бета), у острвцима хормонски активних ћелија (Лангерхансова острвца), којих у гуштерачи има 1,5 милион. Све бета ћелије имају масу од само 2 грама, што је у односу на више од 75.000 грама просечне човекове масе, заиста незнатна количина. Инзулин је пептид који се састоји од 51 аминокиселине, а изграђен је у облику два чвора, међусобно повезана са два дисулфидна моста.
Излучивање инсулина подстиче глукоза, а инсулин смањује садржај глукозе у крви (крвни шећер), уколико је то потребно. Гликоза помоћу инсулина прелази у ћелије разних ткива и тамо сагорева или се складишти за касније потребе. Када је шећер у крви низак (за време оброка, а нарочито при гладовању), инсулин се готово не излучује. Инсулин нарочито подстиче гомилање енергетских залиха и спречава њихову разградњу. Као путоказ при излучивању инсулина, служи садржај гликозе, која је иначе централни енергетски метаболит. Како висок шећер у крви подстиче излучивање инсулина, у крви га има више након сваког оброка мешовите хране са угљеним хидратима. Инсулин делује не само на глукозу, већ и на друге хранљиве материје (беланчевине, масти) које храна садржи. Шећер у крви прецизно указује на потребу организма за енергијом. Када хране има довољно, довољно има и глукозе у крви и излучивање инсулина је непрестано повећано. Уз његову помоћ, вишак енергије, који стиже са храном, таложи се у ткивима (глукоза у скробу, у јетри и мишићима, беланчевине у мишићном и масном ткиву). При попуњеним скробним и беланчевинским резервама, свака хранљива материја се, без обзира на извор, преради и дефинитивно ускладишти.
Ако хране нема довољно, шећер у крви опадне. Претерани пад шећера може да поремети рад мозга (тада глукоза мора стално да стиже из енергетских залиха), зато је одржавање минималног нивоа шећера у крви од животног значаја. Између оброка, гликоза се обнавља из јетреног скроба, а у току гладовања прерађује се из мишићних беланчевина и масти из масног ткива. Низак шећер у крви не подстиче излучивање инсулина, а мала количина инсулина, затим, омогућава разграђивање залиха. Међутим, никада не наступа претерано разграђивање, чији би метаболити могли да шкоде организму. При гладовању се телесна маса због трошења залиха смањује, човек, дакле, мршави.
Одржавање равнотеже између инсулина и глукозе је веома прецизно. Само несметано функционисање те повратне везе обезбеђује одржавање енергетске равнотеже и правилну исхрањеност организма.
Инсулин се користи и као лек за регулисање нивоа шећера у крви. Када дође до поремећене регулације инсулина у телу развија се дијабетес или шећерна болест (Лат. Diabetes melitus).
Код шећерне болести типа 1 тело не производи инсулин, па га је потребно заменити.
Код пацијената шећерне болести типа 2 може се развити инсулинска резистенција, тако да организам нема довољне количине инсулина. Када се код таквих пацијената више не може одржати нормалан ниво глукозе у крви с таблетама (орални хипогликемици, орални антидиабетици), започиње се са инсулинском терапијом.